# Огняново (Благоєвградська область)
Огня́ново (болг. Огняново) — село в Благоєвградській області Болгарії. Входить до складу громади Гирмен.

## Населення
За даними перепису населення 2011 року у селі проживали 1634 особи.
Національний склад населення села:
| Національність   | Кількість осіб | Відсоток |
| ---------------- | -------------- | -------- |
| болгари          | 1177           | 83,3%    |
| цигани           | 178            | 12,6%    |
| турки            | 33             | 2,3%     |
| інша             | 9              | 0,6%     |
| не визначились   | 16             | 1,1%     |
| Всього відповіли | 1413           |          |

Розподіл населення за віком у 2011 році:
Динаміка населення: